# Pândroso
Pândroso foi uma filha de Cécrope I, rei da Ática.
Sua mãe era Agraulo, filha de Acteu, que casou-se com Cécrope, rei de Atenas, cujo corpo era parte humano e parte serpente. Dessa união nasceram três filhas, Agraulo (filha), Herse e Pândroso, e um filho, Erisictão.
Herse, Pândroso e Aglauros, as três filhas do rei da Ática Cécrope I, receberam de Atena uma caixa fechada, proibindo que elas olhassem o que havia dentro. Pandroso obedeceu, mas as outras duas não, e enlouqueceram quando viram Erictônio, se jogando da parte mais íngreme da acrópole. Erictônio era filho da Terra (Gaia) e de Hefesto.
De acordo com Pseudo-Apolodoro, Erictónio poderia ser filho de Hefesto e Átis, filha de Cranau, ou poderia ser filho de Atena, sendo Atena virgem: Atena se aproximara de Hefesto, desejosa das armas que ele fabricava, quando, rejeitado por Afrodite, Hefesto se apaixona por Atena. Ele a persegue, mas ela foge, e quando consegue agarrá-la, ela não permite o ato sexual, e Hefesto ejacula sobre a coxa de Atena. Enojada, ela se limpa, e faz o sêmen cair no chão, e daí nasce Erictónio. Após Erictónio ter nascido, Atena o criou, escondido dos outros deuses, e colocou-o em um baú, entregando-o a Pândroso, filha de Cécrope I, e proibindo-a de abrir o baú. Mas suas irmãs, curiosas, o abriram, e viram uma serpente enrolada no bebê. Segundo alguns autores, elas foram mortas pela serpente, segundo outros, elas enlouqueceram pela ira de Atena e se jogaram da acrópole.